# Geoökologie
Geoökologie (altgriechisch γῆ ‚Erde‘, οἶκος oikos, deutsch ‚Haus(haltung)‘ und λόγος logos, deutsch ‚Sinn‘) ist eine Teildisziplin der Umweltwissenschaft und der Geowissenschaften. Der Begriff Geoökologie wird von diesen beiden Disziplinen mit deutlich unterschiedlicher Schwerpunktsetzung verwendet. Im Zentrum der Geoökologie steht die Betrachtung natürlicher Umweltsysteme und ihre Beeinflussung durch den Menschen.
Geoökologie kann an sechs Universitäten in Deutschland als eigenständiger Studiengang studiert werden.

## Geoökologie in den Umweltnaturwissenschaften

### Definition und Selbstverständnis
Nach der vom Verband für Geoökologie in Deutschland (VGöD) geprägten Definition ist

„Geoökologie […] eine querschnittsorientierte Umweltnaturwissenschaft. Sie will die komplexen Zusammenhänge und Wechselwirkungen in der Umwelt verstehen, um Probleme im Spannungsfeld zwischen Mensch und Umwelt zu erkennen, zu analysieren und zu lösen.“

Geoökologie stellt die Ökologie in einen raumbezogenen Kontext auf unterschiedlichen Maßstabsebenen, die von wenigen Quadrat- oder Kubikzentimetern (im Gegensatz zur Geographie, wo eine Mindestausdehnung an Fläche oder Raum vorhanden ist und beispielsweise die Chemie eines Wassertropfens oder der Stoffhaushalt eines Baumes nicht Gegenstand der Untersuchung sind) über mehrere Kilometer bis hin zu globalen Fragestellungen reichen. In Umweltsystemen laufen physikalische, chemische und biologische Prozesse gleichzeitig und verzahnt ab. Außerdem sind alle diese Prozesse räumlich und zeitlich sehr heterogen.
Die Geoökologie basiert auf dem Verständnis dieser verschiedenen Prozesse, um letztendlich die komplexen realen Umweltsysteme analysieren und in ihren vielfältigen Verknüpfungen verstehen zu können. Sie betreibt sowohl Grundlagenforschung als auch die Anwendung gewonnener Erkenntnisse auf verschiedene Umweltprobleme. Dabei bedient sie sich des Methodenschatzes vieler Disziplinen bei der Arbeit im Gelände und im Labor bis hin zum Erstellen komplexer Simulationsmodelle am Computer.
Die Geoökologie umfasst nach diesem Verständnis sowohl geowissenschaftliche Fächer wie etwa die Bodenwissenschaften oder die Hydrologie als auch biologisch-ökologische Fachrichtungen. Disziplinen wie die Umweltchemie sowie die Geo- und Umweltinformatik oder die Fernerkundung sind ebenfalls Bestandteile einer so aufgefassten Geoökologie.

### Studiengang
Der Studiengang (Diplom) existiert seit 1978 (zuerst in Bayreuth) und verzeichnete bis 2004 etwa 1700 Absolventen. Geoökologie kann in Deutschland inzwischen an sechs Universitäten als eigenständiger Studiengang studiert werden: In Bayreuth, Braunschweig, Potsdam, Tübingen, Freiberg und Karlsruhe.
Wesentliche Inhalte des Bachelor-Studiums unterliegen den Mindestanforderungen, welche die Hochschulkonferenz Geoökologie zur Harmonisierung des Ausbildungsprofils festgelegt hat. Solche Mindestanforderungen lagen auch schon dem Grundstudium in den Diplom-Studiengängen zu Grunde.
Die berufsbezogene Spezialisierung im Bachelor und die Inhalte der konsekutiven Masterstudiengänge unterscheiden sich je nach Profil des Studienstandorts. Ein problemloser Wechsel des Studienortes nach dem Bachelor wird jedoch durch die Vorgaben der Hochschulkonferenz sichergestellt.

### Stellung innerhalb der Umwelt- und Geowissenschaften
Als Umweltnaturwissenschaften verstanden besitzt die Geoökologie natürlich eine sehr große Breite und vereinigt viele Disziplinen. Dabei beschäftigt sich die Geoökologie mit physikalischen, chemischen und biologischen Prozessen immer unter dem Aspekt ihrer Bedeutung für das Funktionieren von Ökosystemen.
Vorwiegend wirtschafts- und sozialwissenschaftliche sowie ausschließlich technische und juristische Aspekte der Umweltwissenschaften sind nicht Gegenstand der Geoökologie. Die naturwissenschaftlichen Anforderungen an technische und gesellschaftliche Lösungen für Umweltprobleme gehören jedoch sehr wohl zu ihrem Aufgabenbereich.
Ein ähnliches Verhältnis hat die Geoökologie zu ihren Nachbardisziplinen in den Geowissenschaften: Sie überschneidet sich mit anderen Fächern dort, wo diese Umweltaspekte behandeln. Dies ist zum Beispiel in der Einzugsgebietshydrologie, der Umweltgeologie/Umweltgeochemie oder der Erkundung des oberflächennahen Untergrunds mit geophysikalischen Methoden der Fall. Die Geoökologie beschäftigt sich beispielsweise jedoch nicht mit rein technischen Aspekten des Wasserbaus, der Exploration von Rohstofflagerstätten (Geologie) oder der Erdbebenforschung (Geophysik).

### Institutionen

#### Verband für Geoökologie in Deutschland e. V.
Der Verband für Geoökologie in Deutschland e. V. (VGöD) ist ein gemeinnütziger Verein mit Sitz in Bayreuth. Seine Aufgaben sieht er insbesondere in der Förderung der Geoökologie als moderne Umweltwissenschaft und der Qualitätssicherung in der Ausbildung sowie der Servicearbeit für Studierende und Berufstätige. Der VGöD wurde 1986 gegründet – damals als „Verein der Geoökologen (VdG)“. Mittlerweile zählt er über 500 Mitglieder, etwa je zur Hälfte Berufstätige und Studierende.

#### Hochschulkonferenz Geoökologie
In der Hochschulkonferenz Geoökologie (HSK) haben sich seit 1997 alle deutschen Universitäten zusammengeschlossen, die den Studiengang Geoökologie anbieten. Auch der Verband für Geoökologie in Deutschland e. V. (VGöD) sowie Vertreter der Berufspraxis gehören ihr an. Die Hochschulkonferenz Geoökologie sieht ihre Aufgaben insbesondere in der Sicherung von Qualitätsstandards in der Ausbildung sowie aktuell in der Begleitung der Studienstandorte bei der Umstellung auf die neuen gestuften Bachelor/Master-Studiengänge.

#### Bundesfachschaftentagung Geoökologie
Die Bundesfachschaftentagung (BuFaTa) Geoökologie ist die bundesweite Studierendenvertretung des Faches. Alle sechs Studienstandorte sind in ihr vertreten. Die BuFaTa Geoökologie tagt in der Regel ein Mal pro Jahr im Mai oder Juni. Sie entsendet keine Delegierte auf die Hochschulkonferenz, da die Fachschaften bereits studentische Vertreter der Standorte benennen.

## Geoökologie in der Physischen Geographie
In der Physischen Geographie gibt es mehrere Richtungen, die Geoökologie entweder mit einer geographisch verstandenen Landschaftsökologie gleichsetzen oder einen Teilbereich der Landschaftsökologie als Geoökologie bezeichnen. Manchmal wird sogar die gesamte Physische Geographie als Geoökologie bezeichnet. Folgende Schulen treten dabei besonders hervor:

### Geoökologie = Landschaftsökologie
In der DDR wurde Geoökologie oft mit Landschaftsökologie gleichgesetzt und im Sinne einer angewandten räumlichen Standortkunde aufgefasst. An der Akademie der Wissenschaften gab es ab 1985 ein Institut für Geographie und Geoökologie.
Inhaltlich mit dieser Interpretation verknüpft ist das Verständnis von Geoökologie als Wissenschaft von der Landschaftsökologischen Raumgliederung, wie es etwa der Arbeitskreis Geoökologische Raumgliederung der Deutschen Akademie für Landeskunde vertritt.

### Geoökologie vs. Bioökologie
Einige Physische Geographen sehen in der Geoökologie die Wissenschaft vom unbelebten Teil des Landschaftshaushaltes, also den physikalisch-chemischen Prozessen in Landschaften. Die Bioökologie beschäftigt sich ihnen zufolge mit den biotischen Prozessen, während die Landschaftsökologie diese beiden Sichtweisen integriert.
Manchmal wird diese Sichtweise noch stärker eingegrenzt, indem der Geomorphologie und Quartärforschung der zentrale Platz in der abiotischen Seite der Landschaftsökologie/Geoökologie zugewiesen wird.
Die Schwäche dieser Definition wird vielfach in der praktischen Untrennbarkeit biotischer und abiotischer Prozesse auf der Landschaftsebene gesehen. Auch hat sich der Komplementärbegriff „Bioökologie“ weder in Deutschland noch international durchgesetzt. Allerdings hat diese Definition teilweise schon den Weg in Geographie-Schulbücher gefunden.

## Begriffsgeschichte
Der Begriff „geoecology“ wurde zum ersten Mal vom Geographen Carl Troll 1966 als englische Übersetzung der von ihm begründeten Landschaftsökologie verwendet. Im angelsächsischen Sprachraum konnte sich der Begriff jedoch nicht gegen die wörtliche Übersetzung „landscape ecology“ durchsetzen.
Der eigenständige Studiengang Geoökologie und die Auffassung von Geoökologie als Umweltnaturwissenschaften wurden 1978 in Bayreuth begründet, maßgeblich auf Initiative des Hydrologen Reimer Herrmann. Der Studiengang entstand als eine Abspaltung der Geographie, so dass in Bayreuth die Physische Geographie zusätzlich auf das Lehrangebot der Geoökologie zurückgreifen kann und umgekehrt. Als eigenständigen Studiengang gibt es die Geoökologe vorwiegend in der Bundesrepublik Deutschland. Im englischsprachigen Raum existiert die Bezeichnung „environmental studies“.

## Geoökologie in anderen Ländern

### Schweiz
An der ETH Zürich heißt ein der deutschen Geoökologie vergleichbarer Studiengang Umweltnaturwissenschaften.

### Österreich
Das Institut für Geographie und Regionalforschung der Universität Wien bietet seit 2010 ein Studium der Geoökologie als Schwerpunktzweig im Masterstudium an. Am Institut für Geographie und Raumforschung der Universität Graz wird das Studium der Umweltsystemwissenschaften angeboten. Dieses unterscheidet sich in folgender Hinsicht vom Studium der Geoökologie: Umweltsystemwissenschaftler wählen einen Schwerpunkt (Chemie, Physik, Geographie, BWL oder VWL), die im Bachelorstudium 105 der 180 Credit Points ausmachen. Es handelt sich also um eine interdisziplinäre Ergänzung eines Fachstudiums einer, mit Ausnahme der Geographie, nicht geowissenschaftlichen, z. T. auch nicht naturwissenschaftlichen Fachrichtung. Das Studium der Geoökologie zum Beispiel an der TU Bergakademie Freiberg ist hingegen ein im Kern geowissenschaftliches und klar naturwissenschaftlich ausgerichtetes Studium mit einem gemeinsamen Pflichtbereich von 165 der 180 Credit Points.

### Englischer Sprachraum
Im englischen Sprachraum wird Geoecology recht selten und uneinheitlich verwendet. Treffer in Suchmaschinen oder Nennungen des Begriffs in wissenschaftlichen Fachzeitschriften verweisen meist auf deutsche Geoökologen bzw. Geoökologische Institute in Deutschland.
Das im Englischen übliche Environmental Sciences wird zwar oft im geowissenschaftlichen Sinne verwendet und der Begriff Science verweist ja bereits auf die naturwissenschaftliche Methode. Environmental Sciences wird jedoch insgesamt gesehen genauso breit verwendet wie deutsch Umweltwissenschaften. Deswegen empfiehlt der Verband für Geoökologie in Deutschland den Begriff Geoecology zu verwenden, obwohl er unüblich ist: Er grenze Environmental Sciences sinnvoll ein und sei für jemanden, der nicht mit der deutschen Debatte um den Begriff vertraut ist, selbsterklärend.

### Japan
In Japan dagegen scheint sich geoecology statt landscape ecology für Landschaftsökologie durchgesetzt zu haben. Auch in Dänemark und Schweden wird zumindest gelegentlich der Begriff geo-ecology in diesem Sinne oder im Sinne vom Umweltnaturwissenschaften verwendet.

### Niederlande
Das Inter-universitair Centrum voor Geo-ecologisch onderzoek / Centre for Geo-ecological research in den Niederlanden koordiniert Forschung und Lehre mehrerer Universitäten zum Thema Landschaftsentwicklung und Georisiken. Zum Teil wird Geo-ecologie in den Niederlanden auch im Sinne von Globaler Ökologie gebraucht.

### Mittel- und Osteuropa sowie ehemalige Sowjetunion
In einigen Ländern Mittel- und Osteuropas sowie in der ehemaligen Sowjetunion wird Geoökologie im Sinne von Physischer Geographie oder geographisch orientierter Landschaftsökologie gebraucht. In Russland löst er seit den 1970er Jahren den von Sukatchef 1944 eingeführten Begriff der Biogeozönologie ab.
In diesem Sinne gibt es Institute für Geoökologie an der Russischen Akademie der Wissenschaften und mehreren Universitäten.
Außerhalb Russlands gibt es so ausgerichtete Institute für Geoökologie unter anderem in Polen, Tschechien, der Slowakei und Rumänien sowie der Mongolei.

### Zur Definition
- E. Brunotte, H. Gebhardt, M. Meurer et al. (Hrsg.): Lexikon der Geographie. Spektrum Akademischer Verlag, Heidelberg 2001–2002.
- T. Buttschardt: Wofür steht Geoökologie? In: FORUM der Geoökologie 12 (1), 2001, S. 38–41. ISSN 0939-6632
(Ergänzende Erläuterungen zur Definition aus dem Lexikon der Geographie sowie Zusammenfassung der Begriffsgeschichte. Mit ausgewogener Liste weiterführender Literatur.)
- O. Blumenstein, H. Schachtzabel, H. Barsch, H.-R. Bork, U. Küppers: Grundlagen und Konzepte der Geoökologie. Springer, Heidelberg / Berlin 2000.
(Zur Theoriebildung der Geoökologie in den Umweltnaturwissenschaften.)
- H. Leser: Landschaftsökologie und Geoökologie. Ansätze Probleme, Perspektiven. In: M. Meurer, T. Buttschardt (Hrsg.): Geoökologie in Lehre, Forschung, Anwendung. Karlsruher Schriften zur Geographie und Geoökologie, Bd. 7, 1997, 1–12
 (Zur Geoökologie im Spannungsfeld zwischen Physischer Geographie und Umweltnaturwissenschaften – aus der Sicht eines Geographen.)

### Zum Studium
- O. Stüdemann: Aspekte der Geoökologie, Weissensee-Verlag, Berlin 2008, ISBN 978-3-89998-127-8
- T. Buttschardt: Blätter zur Berufskunde: Diplom-Geoökologe / Diplom-Geoökologin (Dipl.-Geoökol.). Bundesanstalt für Arbeit (Hrsg.), W. Bertelsmann, Bielefeld 1999.
(Offizielle Informationen der BA zum Studium, allerdings nur zum auslaufenden Diplom.)

### Geoökologie in Deutschland
- Verband für Geoökologie in Deutschland e. V. (VGöD)
- Geoökologie an der Universität
  - Bayreuth
    - Studentische Fachgruppe Geo

  - Braunschweig
  - Freiberg
  - Karlsruhe
  - Potsdam
    - Fachschaftsseite Geoökologie Potsdam (für Studieninteressierte)

  - Tübingen
- Hochschulkonferenz Geoökologie

### Geoökologie in anderen Ländern
- Österreich: Geoökologie am Institut für Geographie und Regionalforschung in Wien
- Schweiz: Department Umweltwissenschaften der ETHZ
- USA: Central Washington University
- Niederlande: Institute for Biodiversity and Ecosystem Dynamics: Research Group of Computational Geo-Ecology